# 臺灣前途決議文
《臺灣前途決議文》是中華民國的民主進步黨於1999年5月8日召開的第8屆全國黨員代表大會（全代會）第2次全體會議中通過的一項文件，描述臺海現狀，並揭示該黨理念，是該黨黨綱的重大里程碑，為2000年總統選舉取得執政權打下重要基礎，也是民進黨主政時的中華民國政府處理兩岸問題最高原則。

## 概述
1995年9月，時任民主進步黨主席施明德在美國召開國際記者會表示，台灣已經是主權獨立國家，民進黨執政既不必也不會宣布台灣獨立。
1996年5月10日，民進黨文宣部副主任周奕成、民進黨選舉對策委員會副執行長陳俊麟、外省人台灣獨立促進會（外獨會）秘書長田欣，與民進黨國大代表鄭麗文、鍾佳濱、段宜康等人聯合發動100多人連署，公布《台灣獨立運動的新世代綱領》，作為團結鞏固台灣現狀的新政治論述。綱領第五條：「台灣獨立，不一定以『台灣』為國家的名稱。國號、國旗、國歌的變更，不是台獨運動的主要目的。台灣成為一個獨立的國家，最好能名實相符，以台灣為國家的名字；但是當國際現勢不允許時，應當接受暫時以其他名稱，維護實質獨立的成果。我們知道，台灣的名稱，事實上也不能令兩千一百萬『台灣』人民接受。民主進步黨在金門的候選人，把黨旗上的台灣圖案改成金門地圖的圖案，在演講時也不能口口聲聲說『咱台灣人如何如何』；這個例子是要說明：不要以為用台灣的名字，就可以解決所有問題。」綱領第七條：「民進黨即使立刻執政，也不可能立刻宣布台獨。第一，黨綱規定要經公民投票，如果公投否決，民進黨即使是執政黨，也要接受現有國號。第二，國際局勢不可能允許台灣立刻宣布獨立。第三，台灣獨立是一個不待宣布的事實。」
1997年6月28日，台灣獨立建國聯盟（台獨聯盟）舉辦「628反對中國併吞大會」，許信良、陳水扁、李鎮源、彭明敏、李鴻禧在會中強調：台灣完成了總統選舉，所以台灣已經是一個主權國家，所以中華人民共和國政府「收回香港主權」不等於「可以併吞台灣主權」。
依據上述理論，《臺灣前途決議文》宣稱，台灣「事實上」已成為一個主權獨立的民主國家，「其主權領域僅及於台澎金馬與其附屬島嶼，以及符合國際法規定之領海與鄰接水域」。台灣「固然依目前憲法稱為中華民國，但與中華人民共和國互不隸屬，既是歷史事實，也是現實狀態」；《臺灣前途決議文》主張，「任何有關獨立現狀的更動」都必須經由台灣全體住民以公民投票方式決定。

## 後續
2003年9月2日，中華民國總統府公布總統陳水扁的九三軍人節錄影談話，陳水扁強調，中華民國是主權獨立的國家，而對岸的中華人民共和國也是主權獨立的國家，這是歷史事實、也是對現況的描述。
2010年2月4日，《玉山周報》創辦人、前副總統呂秀蓮在專訪時任中華民國總統馬英九時宣稱1996年中華民國總統大選「台灣人民首次投票選總統，確立台灣主權」，她將此稱為「九六共識」。2010年3月18日，呂秀蓮結合民進黨、台灣團結聯盟（台聯）與三十多個本土社團，宣布成立「九六共識推動聯盟」，主張確認1996年中華民國總統大選投票日（1996年3月23日）為「國家主權獨立紀念日」。
2018年12月29日，2019年民進黨主席補選首場電視辯論會，候選人游盈隆提出黨務九大主張，第二個主張是「堅持台灣價值，回歸《台灣前途決議文》，揚棄一個中國的主張，勇敢實現『台灣夢』」。
2023年1月18日，副總統賴清德兼任民進黨主席，他說，民進黨固然有台獨黨綱，但1999年民進黨提出《台灣前途決議文》，而且目前蔡英文政府的兩岸政策是服膺《台灣前途決議文》。
2023年11月30日，民進黨總統候選人賴清德競選辦公室總督導卓榮泰表示，《台灣前途決議文》已經清楚告訴全世界「台灣是一個主權獨立的國家，國名叫做中華民國」，這是民進黨現在唯一的務實態度，沒有凍結台獨黨綱的問題。
2024年3月25日，民進黨中國事務部主任吳峻鋕於一場由台海兩岸及海外華人學者共同與會的線上講座中強調，台獨黨綱「已是歷史文件」，實質由《台灣前途決議文》取代並成為全黨共識。

## 評論

### 民進黨黨員評論
- 2007年5月14日，民進黨前立法委員林濁水說：「（19）99年，扁站在『中間路線立場』，透過擔任黨秘書長的錫堃，積極推動修改台獨黨綱，希望以『中華民國』取代『台灣共和國』為民進黨認同目標；新潮流（系）努力阻止，經陳忠信提出不修改台獨黨綱、但通過前途決議文的替代方案作為妥協，成立決議文起草小組，成員為郭正亮、陳忠信、林濁水，而由郭主稿。我則扮演阻止決議文過度向扁游中間路線傾斜的角色，既堅持決議文必須承認台灣主權獨立，改變現狀必須公投；而且把郭原稿『國號中華民國』改為『目前國號中華民國』，並加上『在國際上必須彈性選用』的字句。過程如此，所以決議文的中間色彩雖迄今仍受中間人士稱讚，但好處應歸扁、游、郭，我無緣掠美；同樣的，現在民進黨中央黨部說基層黨員對決議文頗有意見，我也不應特殊消息來源誤導我『起草決議文…往中間路線走』而被歸責[4]。」
- 2007年8月4日，中央研究院近代史研究所副研究員陳儀深在「國家定位政策研討會」評：「海外台獨運動的理論家之一陳隆志，三十幾年前在美撰寫《台灣獨立的展望》，根據歷史與國際法認定台灣地位未定，主張推翻蔣氏政權（中華民國）、建立台灣共和國；但是九零年代回到台灣後，面對民進黨接受李登輝的『中華民國在台灣』體制，乃改採『有效自決說』，認為台灣解嚴以後歷經國會改選、特別是總統直選，台灣已經演進成為主權獨立的國家；此種論說被民進黨接受成為主流論述，具體表現在1999年的〈台灣前途決議文〉[5][6]。
- 2008年5月12日，2008年民主進步黨主席選舉候選人辜寬敏評，《台灣前途決議文》主張「改變海峽兩岸現狀要經過公民投票」固然很好，但是他質疑民進黨實際執政後的政府表現並不一致[7]。
- 2008年4月26日，民進黨前新潮流系總召集人段宜康說，台獨黨綱是民進黨黨員的共同理想，《台灣前途決議文》是民進黨達成台獨理想的手段，這是民進黨全代會共同決議的路線，民進黨不能拿掉台獨黨綱，民進黨也沒人要修改台獨黨綱，只是達成台獨理想的操作手法要檢討[8]。2011年1月12日，段宜康說，《台灣前途決議文》是民進黨退無可退的底線，民進黨依這底線堅決捍衛台獨黨綱，前民進黨主席謝長廷提出的「憲法各表」打破這底線、推翻了民進黨長久堅持的原則[9]。
- 2009年9月17日，國立東華大學民族發展研究所教授兼原住民族學院院長施正鋒評：「為了吸引想像中的所謂『中間選民』，民進黨在兩千年總統大選前通過《台灣前途決議文》，主張『台灣已經獨立』，實際上是把『獨立運動』矮化為『正名運動』[10]。」
- 2012年1月17日，謝長廷說，很多人認為，民進黨在2012年總統選舉敗選是因為中國政策；民進黨要面對中國政策，並找出可以兼顧台灣尊嚴及主權、也能交流的替代方案，「黨綱要改也能改」；民進黨黨綱包括〈台灣前途決議文〉與〈正常國家決議文〉，如果不修改黨綱，未來空間有限[11]。
- 2012年1月20日，辜寬敏接受《自由時報》專訪時批評，民進黨的中國政策是空的，台灣共識與《台灣前途決議文》都是對內的主張而不是對中國的主張，「敵人都在門口開砲了，還講台灣共識，無效啦！」[12]
- 2012年2月7日，段宜康說，《台灣前途決議文》本來就是民進黨很溫和的路線，「我們都認為：台灣是主權獨立的國家，她的名字叫中華民國」，多數台灣民眾都會同意，甚至支持國民黨的人也會同意；民進黨應該回到《台灣前途決議文》，要貫徹這個路線，而不是往中間路線靠；如果這樣還不夠溫和，才有修正的必要[13]。
- 2012年10月24日，民進黨前立法委員郭正亮評，台灣共識與《台灣前途決議文》充其量只是台灣對內的自我定位主張，並沒有針對兩岸定位提出任何解答；而相較於國民黨的九二共識，民進黨顯然缺乏足以服人的兩岸定位架構。[14]
- 2013年5月31日，民進黨前立法委員邱垂貞說，民進黨沒有必要否認中華民國，就算改掉中華民國國號也沒必要；民進黨公職人員在中華民國體制內參加各級民意代表選舉，「如果不承認中華民國，又去哪裡選舉呢？站不住腳。台灣共和國也沒有選舉。」[15]
- 2013年5月29日，時任民進黨主席蘇貞昌說，《台灣前途決議文》是他對兩岸關係的立場，台灣應對自己有信心，不要老是換講法而把自己累得半死；他說，現在很多人在講「法理台獨」，但台灣在歷經幾十年的民主發展後早已成為主權國家，「既然叫主權國家，本來就是獨立的；不然我以前怎麼當行政院長，大家怎麼選總統」，所以「法理台獨就讓學者去講吧」；他又說，新疆、西藏還在努力追求獨立中，但台灣已經是國家了，所以台灣要往前走、不必再喊台獨[16]。
- 2013年6月10日，《美麗島電子報》副董事長吳子嘉說：「民進黨人都曉得，所謂的『決議文』，都是在『不敢動台獨黨綱』的情況下，以新增決議文的方式避開修改黨綱的爭議；所以在1999年後，開始有人以『新壓舊』的邏輯將《台灣前途決議文》視為取代台獨黨綱的文件。……但如果《台灣前途決議文》真能覆蓋之前通過的台獨黨綱，那麼依照相同邏輯，目前民進黨的立場，應該是以07年通過的《正常國家決議文》為主，亦即強烈反對中華民國國號、追求正名制憲；而事實似乎並非如此。」[17]
- 2013年6月21日，民進黨立法委員鄭麗君接受《旺報》訪問時說，兩岸交流的議題，「我們（民進黨）有誠意把立場說清楚，但互動的過程則不願受制於人」，民進黨要把主張說出來，〈台灣前途決議文〉是民進黨既有的共識、也是民主實踐的論述[18]。
- 2013年7月3日，謝長廷說，他提出的「兩岸共源同文」說法是根據〈台灣前途決議文〉，「這個文字沒有問題。我們自己做的決議，我是黨員當然要參考。」林濁水則說，兩岸不可否認有接近的血緣、重疊的文化，謝長廷引用〈台灣前途決議文〉沒有問題，但不能根據血緣再延伸為「兩岸成為同一個國家」；台北市議員梁文傑則說，謝長廷的說法符合民進黨向來主張，承認文化上的現實，兩岸是有共同傳承的，民進黨追求的台獨是政治上的獨立而非血緣、民族或文化上的獨立，但謝長廷提到兩岸是「命運共同體」的部分「可能就有點超過」[19]。
- 2013年7月29日，郭正亮評：「（2013年7月25日）華山會議當天，前台南縣長蘇煥智曾為〈台灣前途決議文〉辯護，認為民進黨並未追求『法理台獨』，只是希望維持中華民國台灣的主權現狀，主訴求是台灣人民的『民主拒統』。問題是，民進黨至今仍然選擇性接受《中華民國憲法》，只強調中華民國在台灣的『人民+政府』要素，卻刻意忽視中華民國與中國大陸在『主權+領土』的特殊關係和歷史聯結。……民進黨必須轉型為接受《中華民國憲法》、納入國際主流的政黨，才可能走出長期淪為『兩岸局外人』的執政困境。」[20]
- 2013年9月26日，郭正亮說，民進黨從2012年總統選舉敗選至今，仍未徹底反省自己所面臨的兩岸困境，從未回答「為何美國會不放心民進黨執政」；「直到今天，民進黨的兩岸論述並未超越1999年〈台灣前途決議文〉和2012年《十年政綱》；但這兩份文件既然無法在2012年證明『民進黨足以穩住兩岸局面，進而贏得美國+台灣人民信任』，隨著美中兩國關係越來越深化，2016年民進黨更不可能只憑這兩份文件過關。」郭正亮說，「民進黨拒絕接受《中華民國憲法》，拒絕正視《中華民國憲法》本文未經修改的法理事實，拒絕正視民進黨執政仍在繼續沿用的『陸委會+兩會模式+兩岸人民關係條例』的法理內涵，如此不面對法理現實，如此繼續和法理台獨糾纏不清」，當然無能跳脫「美中兩大國的兩岸政治紅線」，當然無能讓台灣人民相信「民進黨可以穩住兩岸交往」，當然無能讓美國相信「民進黨可以穩住兩岸法理現狀」[21]。
- 2014年1月9日，民進黨中國事務委員會公布《中國事務委員會暨對中政策擴大會議2014對中政策檢討紀要》，稱：「我們是台灣人，台灣是一個主權獨立的國家，國號是中華民國，與中華人民共和國互不隸屬，未來台灣的前途，應由台灣的2,300萬人自行決定，此乃現階段台灣人民的最大共識。……珍惜並捍衛台灣自由、民主、開放的生活方式已是最大的台灣共識。」[22]
- 2014年1月16日，前中華民國副總統呂秀蓮與施正鋒及政治評論家楊憲宏共同公布她的對中政策「十大主張與對策」，呂秀蓮說，〈台灣前途決議文〉是最穩健的主張，但很多人批評民進黨沒有對中政策，是因為他們都沒有細讀〈台灣前途決議文〉[23]。
- 2014年2月19日，謝長廷接受《聯合報》專訪時說，民進黨應處理台獨黨綱爭議，並釐清黨內「三個決議文」（〈台灣前途決議文〉、〈族群多元國家一體決議文〉、〈正常國家決議文〉）定位，「不能打混、不必迴避」，清楚告訴人民要走的方向[24]。
- 2014年5月，民進黨中央黨部組織部主任鄭運鵬認為，民進黨會堅守〈台灣前途決議文〉，但會與時調整兩岸政策，以更務實態度來處理新生議題；民進黨不容易在兩岸立場上有重大改變，也不容易在〈台灣前途決議文〉之外另立一個立場性的黨綱或決議文[25]。
- 2014年6月23日，前民進黨中國事務部副主任張百達承認，〈台灣前途決議文〉面對複雜的兩岸現況與國際環境，已有不足之處；民進黨應凝聚共識，重新提出一個符合現實又理性務實的新黨綱，這對民進黨兩岸政策走向很重要[26]。
- 2014年7月22日，謝長廷說，民進黨一路走來，主張有變更以符合社會變化，但是變更造成前後矛盾；現在大家都說〈台灣前途決議文〉是台灣共識，但是2007年民進黨又作出〈正常國家決議文〉，現在也沒有人講〈正常國家決議文〉，這就是矛盾；如果〈台灣前途決議文〉是社會共識，為什麼民進黨兩岸政策都輸給國民黨、只有三成的支持度，這表示〈台灣前途決議文〉要成為民進黨兩岸政策還有盲點[27]。
- 2015年4月2日，許信良接受中國大陸官媒《環球時報》專訪時說，台獨理念一直在民進黨內都不是主流意識形態和主流價值，台獨信仰者在民進黨內也不是主流力量；〈台灣前途決議文〉其實是為了取代台獨黨綱，台灣領導人與台灣人民必須瞭解「民進黨不能挑戰中國大陸的基本立場」[28]。

### 媒體評論
- 2007年9月27日，《新台灣新聞週刊》評：「民進黨1999年5月9日第八屆第二次全國黨員代表大會通過的『台灣前途決議文』，變相承認『中華民國體制』。但當時的黨主席林義雄曾撰寫『台灣共和國憲法』，沒有人懷疑林義雄的『台獨』強度打了折；他用心良苦推動『台灣前途決議文』，當然是要為阿扁（陳水扁）的總統選情加分，也為『體制內改革』與『體制外革命』的矛盾做了解套，為阿扁爭取中間選票；正因為這大戰略成功，阿扁才順利獲得選戰勝利，促成政黨輪替[29]。」
- 2011年5月4日，《財訊雙週刊》專欄作家陳家煜說：「民進黨應以〈台灣前途決議文〉為出發點，和中國毫無前提地談判，認真地把和中國合而為一的可能性也納入考量，而讓『只能獨、不能統』的激進獨派作為側翼、成為孤狼。……放開心胸談判，目的在卸下國民黨『兩岸和平』、『會搞經濟』的兩大假面具，目的在長久的執政，不在統獨的未來；至於談判結果為何，我們也不用現在就知道。民進黨既掌有主流民意的狼群，也有『不顧一切，只要獨立』的孤狼在外虎視，當然可以和北京不疾不徐、天長地久地談。誰說談判需要馬上有結果的？[30]」
- 2014年1月10日，政治評論員江春男說：「1991年台獨黨綱一旦被1999年〈台灣前途決議文〉所取代，即變成歷史文件，不成為問題；遺憾的是，07年游錫堃當主席時，又通過〈正常國家決議文〉，推翻〈台灣前途決議文〉，回到台獨黨綱的原地。……誠實面對這頁歷史，設法取消或取代〈正常國家決議文〉，才能回到〈台灣前途決議文〉[31]。」

### 楊碧川的評論
- 1997年8月，台獨左派人士楊碧川評：「在中華民國政權一再重申『台灣是中國的一部分』的情形下，如果藉由台灣人民直選中華民國總統的事實可以代表台灣人民主權的行使的話，那麼中華民國在台灣也將可循『香港模式』回歸中國。承認中華民國對台灣的統治，危機就在這裡。唯有消滅中華民國這個外來政權，建立獨立的台灣國，才是真正的主權獨立的事實，也才是台灣唯一的活路[32]。」
- 1997年11月，楊碧川評：「台灣中產階級有錢有閒，因為這是寄生在外來政權下才享有的榮華富貴，也是壓榨剝削被壓迫的台灣勞苦大眾、原住民的血淚；如此可恥的代表就是一個不知『民主、進步』為何物的『民主進步黨』！民進黨代表必須寄生在KMT（中國國民黨）這個外來政權中的臭蝨子；因此，DPP（民進黨）必須反『台獨』，反過來蔑視台灣被壓迫者的意願，宣稱：他們才是『務實』的台獨，其他都是『民族罪人』；『台獨』是績優股，只有他們才能自由進出[33]。」同月，楊碧川又評：「一小撮政治犯、一小撮民主人士，匆匆接收台灣人民百年來爭取民主與民族獨立的血汗果實，無恥地宣告『台灣已經獨立』，作為自己賣身投靠外來政權的藉口。……民進黨必須寄生在國民黨身上，這隻蝨子愈來愈失去大眾的支持，所以把『台灣獨立』這張績優股存而不用，反過來亂扣台獨運動者大帽子：只有他們（民進黨）才能擁有『台獨股票』，其他則是『民族罪人』[34]。」
- 1998年11月17日，楊碧川評：「民進黨不但沒有去鬆動教育和媒體體系，以切斷國民黨愚化、奴化台灣人最有利的工具；民進黨甚至去附和、屈服，向國民黨輸誠，以鞏固它在體制內的利益和地位。所以民進黨會自失立場，強調『台灣（中華民國）是一個主權獨立的國家』。也就是說，民進黨和國民黨結合，聯合壓迫大多數被統治的台灣人民，而主導者是國民黨，國民黨代表的是在台灣的少數中國人；財團、買辦是寄生在這個體制中，並不是決定的力量。民進黨已沒有立場代表台灣人，也沒有資格代表台灣的勞動大眾了；我們不應對民進黨再有任何期待[35]。」
- 2005年10月，楊碧川評：「如果民進黨不承認中華民國及那部偽憲法，那麼一切參選、修憲都將成為不攻自破的謊言。這一戰略上的大轉換，當然會贏得台灣冷血、自私的『中間選民』的暫時支持。民進黨表面上代表台灣人的多數，承認台灣被外來政權佔領的合法化，並把外來政權視為『本土政權』；這麼一來，台獨基本教義派被民進黨的選舉戰車綁在車頭，掛他們的頭，向死忠台灣人騙選票，同時再嚴重警告：『如果不支持民進黨，就是不愛台灣；不論「本黨」再爛，人民只有二選一。』至此，所謂『國民黨加民進黨』的『國民兩黨』，即新型『台灣本土國民黨』，已經由偷情到公開同居了[36]。」
- 2012年8月21日，楊碧川諷刺，台灣本土化運動是「20世紀大騙局」，它讓只有李登輝、吳伯雄、連戰之流才夠稱得上是「人上人」、「人中龍鳳」的台籍菁英，「他們為外來主子有效地代理統治台灣人，並鞏固了外省權貴子弟如今仍繼續騎在台灣人頭上耀武揚威的優勢」；而台灣人曾經在陳水扁政府時期風光執政八年，所作所為卻是「拚命捍衛『中華民國』這個早在1949年10月1日就已被毛澤東消滅的偽政權」；如果台灣人在中華民國體制內勝選執政等於「台灣已獨立」，20世紀亞洲、非洲、拉丁美洲各國獨立運動史就成為天大的笑話[37]。

### 許慶雄的評論
- 2001年10月，淡江大學教授許慶雄說，長期以來與他一起奮鬥的台獨同志與執政後的民進黨都已經認為「中華民國已經是一個國家」、「台灣已經獨立」，他覺得非常弔詭，「如果中華民國已經是個獨立的國家，當初又何須搞建國運動？這問題甚至統派的學者也會問我」；他說，因為「經濟不景氣」、「政治時機不好」等理由避談台獨問題，台灣早就被中國「看破手腳」了，「這問中國最清楚，他們早知道台灣已經沒有獨立的力量了[38]。」
- 2006年10月，許慶雄批評：「民進黨政府長期以來一直說：台灣是主權獨立的國家，國名叫中華民國，所以不必要宣布獨立。你既然是一個獨立的國家，為什麼不宣布獨立？如果沒有法理上的獨立，那你怎麼是一個獨立的國家？台灣怎麼可能就這樣偷偷摸摸獨立成功，結果全世界沒有人知道？」「台灣近來出現許多奇怪的獨立建國理論，不論是908建國、正名制憲建國、甚至有人說台灣屬於美國一部分等等，這些種種理論，都只是希望能夠『輕鬆快樂、偷偷摸摸來建國』，是一種『撿便宜』的心態，不是個應該有的行為[39]。」
- 2008年6月12日，許慶雄說，如果認為台灣可以在國際社會都不知道的情況下偷偷宣布獨立建國，那就違背國際法法理，因為國家不可能在神不知鬼不覺之中完成獨立建國；「台灣已經成為獨立國家，但全世界都不知道，只有台灣人民自己知道」，這是不可能的；「國家必須具備領域、人民、政府等要素；但像中華民國台灣這樣支配某些地域、人民且有政府的組織型態，卻不一定是國家。即使具備成為國家的要素，如果沒有『意志』建國、積極主動持續向國際社會『宣布獨立』（Declaration of Independence）以表明建國的決心，就不可能成為主權國家。」[40]
- 2011年1月4日，許慶雄批評：「自從1999年民進黨制定〈臺灣前途決議文〉，容忍、承認中華民國體制之後，看到：臺灣各黨派、社團、年輕人拿著中華民國國旗、唱著國歌，依賴著中華民國體制對抗中華人民共和國，在國際社會上以中華民國圖騰代表臺灣；政治人物忙著在中華民國體制下參選爭取名位，享受『齊國丈夫式』的榮華富貴[41]。這樣全面容忍、承認中華民國體制，實在是很無奈、悲哀。」[42]

### 其他評論
- 2002年8月11日，國家政策研究基金會國安組政策委員鄭安國評：「與台獨黨綱相較，除了在國家名稱方面，台獨黨綱是要建立『台灣共和國』外，其他幾乎完全相同；與兩國論相較，則更是完全一致。從李（登輝）總統《亞洲的智略》一書中，可以看到同樣的概念：中華民國、中華民國在台灣，進一步進展為『台灣中華民國』，主權與治權均不及於大陸；台灣有效支配區域是台灣、澎湖、金門、馬祖，這就是國家的領土[43]。」
- 2007年6月12日，國家政策研究基金會憲政法制組兼任研究員隋杜卿評：「『台獨黨綱』的提出，直接導致民進黨的二屆國代選舉遭到慘敗；而為了在二千年總統選舉中爭取中間選票，所以民進黨才在選前特地提出《台灣前途決議文》，進行這種政黨意識型態的轉變，以免被國民黨攻擊他們是『台獨政黨』；而這種《台灣前途決議文》的出現，確實使得許多人都認為民進黨是個『趨向中間路線』的政黨；陳水扁也才能以中間路線為號召，並趁著國民黨的分裂而獲得總統選舉的勝利。《台灣前途決議文》對民進黨形象的轉變，居功厥偉[44]。」
- 2008年1月1日，台灣團結聯盟發言人周美里表示，民進黨不認真施政，每逢選舉就消費本土社團、消費台灣意識，對台灣人的團結、台灣意識的凝聚都是傷害；如果只寄望民進黨，等於「把所有雞蛋都放在一個籃子裡」，才會危及台灣主體性之確保[45]。
- 2008年5月13日，國立中山大學電機學系教授暨前建國黨決策委員陳茂雄評：「民進黨內部真正引起爭執的是國家定位問題。以前有台獨黨綱，後來有人擔心該黨綱對選舉會造成負面效應，因而又提出《台灣前途決議文》；兩者之間的區別是前者不認同『中華民國』，後者則認同。陳（水扁）總統執政之後在國家定位方面變了好幾次，即使在他擔任黨主席期間，也沒有完全遵照台獨黨綱或《台灣前途決議文》施政[46]。」
- 2009年1月23日，台灣團結聯盟副秘書長劉一德說，《台灣前途決議文》是「50分台獨」，放棄運動、什麼事也不做了；台灣團結聯盟不是最「衝」（激進）的台獨，不主張推翻中華民國，也不認為「台灣還不是一個國家」，更非賓拉登式台獨[47]。
- 2009年10月7日，前國民大會代表張春男發表《台灣主權宣告書》，主張「台灣主權理應屬於台灣人」，並批評民進黨「可能實際上是由外來政權的特務單位所操控……欺騙台灣人『已獲得台灣主權』，要台灣人相信『中華民國就是台灣，台灣就是中華民國』」[48]。
- 2010年1月13日，台獨人士林一方抨擊：「《台灣前途決議文》的存在，它就像緊箍咒般箝制住民進黨追求台灣獨立的衝勁，也讓所有充份認同這塊土地的人民約束了自己畢生的想望、不敢高喊『我愛台獨』。……當年所謂『務實』的手段，非但未能讓台灣人真正落實當家作主的終極理想，也讓畢生追求獨立建國的台灣人民感受到遭民進黨邊緣化，讓活在這塊土地的人民價值錯亂。……台灣獨立是國家總體目標，民進黨也於《台灣前途決議文》之前言明示將繼續推動國家體制改造、並進一步詮釋台灣的定位與走向；若此為真，民進黨唯有宣示廢除《台灣前途決議文》，才能再一次形塑台灣人集體共識，因為我們不樂見：半套民主、不想進步的黨，成了台灣人追求獨立、進步、永存的障礙與謬思[49]。」
- 2010年4月21日，陳水扁發表《阿扁札記》抨擊，《台灣前途決議文》忽略、甚至刻意迴避台灣與中華民國之間的問題，「將台灣等同於中華民國」，從今日的角度來看，這是最嚴重的謬誤，更與「台灣應揚棄一個中國」的主張自相矛盾。同日，林濁水說，《台灣前途決議文》從今日的角度來看會不清楚，是因為1999年陳水扁要選總統，正義連線強勢要廢除台獨黨綱的「建立主權獨立自主的台灣共和國」字樣、確立中華民國，但他堅持加入「固然依目前憲法稱為中華民國」字樣；他說，如果當時他退讓，那麼依據陳水扁的思維，台灣永遠是中華民國。[50]
- 2010年5月13日，針對陳水扁在《阿扁札記》中對《台灣前途決議文》的抨擊，林濁水批評：「聽到兩岸政策將以《台灣前途決議文》作基礎，陳水扁抨擊說，《台灣前途決議文》有個『將台灣等同於中華民國』的最大謬誤。陳水扁這樣批評很離譜，因為：1999（年）就是他要採取激烈手段廢台獨黨綱，大家不得已才拿《決議文》和他妥協的。所以，如果《台灣前途決議文》有謬誤，第一個應向大家道歉的就是陳水扁。」[51]
- 2012年2月2日，《美麗島電子報》專欄作家陳淞山說：「台獨黨綱與〈台灣前途決議文〉是民進黨的基本價值與政治資產，讓民進黨站穩至少百分四十的選票基礎；但也由於其政治侷限性，難以跨越過半數的執政門檻與藍綠選民基本政治結構。……如果民進黨只想要扮演忠實反對黨的監督制衡角色，避免台灣主權的流失，那就不要檢討、修改台獨黨綱、〈台灣前途決議文〉，也不需要去調整對中國的敵視心態，更不用去正視、面對九二共識存在與否的問題，民進黨在台灣內部分裂的社會至少也能夠繼續站穩百分四十的政治實力版圖。」[52]
- 2012年5月23日，陳水扁說：「民進黨從未『反中國』，但『反一中』，這是1999年〈台灣前途決議文〉寫的。民進黨反對九二共識，重點不在九二共識形式上不存在，而是九二共識代表『一中原則』，台灣成為中國的一省。『反對九二共識』就是拒絕台灣被中國共產黨統治，這是可以大聲說出的『台灣共識』。縱使〈台灣前途決議文〉也提到『中華民國』，和馬英九口中的『中華民國』仍然大異其趣：一個是『番薯仔』，一個是『秋海棠』。」[53]
- 2012年10月18日，台灣公共化協會成員姚欣進說：「民進黨早在1991年創黨時代所通過的黨綱就明確宣稱自己的台獨立場……雖然民進黨於1999年發表了歷來最溫和的《台灣前途決議文》，要點為：『台灣是一主權獨立國家，其主權領域僅及於台澎金馬與其附屬島嶼，以及符合國際法規定之領海與鄰接水域。台灣，固然依目前憲法稱為中華民國，但與中華人民共和國互不隸屬；任何有關獨立現狀的更動，都必須經由台灣全體住民以公民投票的方式決定。』但若仔細分析，其要旨僅在國家名號上有所妥協，承認目前的憲法名稱為中華民國；但仍堅持台灣為獨立政治體，而非以符合《中華民國憲法》之國體內涵認為台灣是中華民國一省，而中華民國目前治權（非主權）僅及於台澎金馬。換言之，民進黨的《台灣前途決議文》的台獨精神（以描述現狀的兩岸分治來表達）與其黨綱中更為剛性主張的台獨立場，是首尾一貫，並無原則性的轉變。」[54]
- 2012年11月30日，國立政治大學臺灣文學研究所所長陳芳明說，民進黨老早有論述，《台灣前途決議文》就夠了，《台灣前途決議文》內文就提到「台灣依目前憲法稱為中華民國」；既然還找不到其他共識，那麼台灣目前就還是中華民國；民進黨把台獨黨綱和台灣地位未定論這兩個「奶嘴」吸住，一天到晚抱著一個空幻的東西，只會離台灣人民和社會越來越遠[55]。
- 2013年1月，前台聯黨主席蘇進強說：「曾經引領風騷、主導民進黨中國論述多年的台獨黨綱、《台灣前途決議文》，都已因兩岸情勢變化而不合時宜；緊抱台獨立場、畫地自限的民進黨面對兩岸越來越開放的嚴峻考驗時，顯得左支右絀。所以（民進黨）當務之急是要整合出一套對內可以統一口徑、對外可以說服台灣民眾與大陸當局的兩岸政策，而不是為了競逐大位而權謀營私、因小失大。」[56]
- 2013年6月14日，陳芳明說：「民進黨在1999年通過的〈台灣前途決議文〉，是一篇與現實妥協的文件，但是對中華民國的態度仍然晦暗不明。……今天兩岸對話完全被國共兩黨壟斷，其實部分是由民進黨促成：不僅它自身恐共所造成，而且也因為長期疏離中華民國體制所致。……北京的一國兩制策略，往往把台灣與港澳綁在一起；他們刻意避開中華民國不談，只因頗知那是有人民意志支持的國家。每次經過總統選舉，中華民國就得到公民投票加持，而這正是北京最為畏怯之處：中共建國已超過六十年，未嘗有一日受到中國人民公民投票的認可。民進黨捨棄有法理基礎的中華民國，卻自居於中國眼中台港澳的一環；這樣的國家論述，距離台灣人民意志只會越來越遠。」[57]
- 2013年6月20日，作家桑品載說：「民進黨的『黨綱』、『決議』、『正常國家』，開宗明義都說『台灣是一主權獨立國家』；但到目前為止，包括民進黨曾經執政，不但我國名還是叫『中華民國』，全球也沒有一個國家叫『台灣』。連國名都不是的『台灣』，何來『主權獨立』？」[58]
- 2013年7月4日上午，前民進黨立法委員富雄在《聯合晚報》的專訪中用一個平面幾何解釋，《台灣前途決議文》就像是相切圓，九二共識就像是相交圓，從相切到相交中間沒有模糊空間，「民進黨的空間很少」，因此他認為，民進黨對中政策不妨「向國民黨靠攏」，民進黨與國民黨來比誰的內政比較得民心，讓台獨黨去當黑臉面對中共[59]；同日下午，蘇貞昌在民進黨「中國事務委員會對中政策擴大會議」（華山會議）說，《台灣前途決議文》還是民進黨的核心思維，民進黨的對中政策必須要和國民黨有所區隔，不必和國民黨去競爭北京的支持[60]。
- 2013年7月16日，施正鋒評：「從本土的立場來看，『中華民國』這件沈重的袈裟是外來政權所引入的，由於我們一時無力掙脫外人硬加的枷鎖，只好暫時借殼上市，也就是民進黨在兩千年大選前通過〈台灣前途決議文〉的伺機正名說法。然而，這畢竟是騎驢找馬的權宜之計，有志氣的台灣人總不能把蓑衣當西裝、雨鞋當馬靴、靈骨塔當透天厝。」[61]
- 2013年8月3日，前國民黨發言人陳以信評：「民進黨兩岸論述最大問題，在於『務虛不務實』：不管舊的〈台灣前途決議文〉或新的『台灣共識』，都沒有處理兩岸實質議題的功能。……民進黨未來仍有數場『華山會議』，真的不需要一直在『九二共識到底有沒有』的事實上打轉，真正該做的是回頭去處理1991年『台獨黨綱』、1999年〈台灣前途決議文〉與2007年〈正常國家決議文〉三份文本的根本論述衝突；只有從此找出與中共建立『互信』的論述基礎，民共才有可能展開有意義交流，民進黨也才能成為兩岸關係的『局內人』。」[62]
- 2013年8月23日，前中華民國外交部次長高英茂說，民進黨在〈台灣前途決議文〉達成共識，確定問題重點不在於建構“新國家”的“新主權”，而在於如何將台灣“不正常的主權現狀”努力“正常化”，這個理念在〈正常國家決議文〉中做了更進一步的說明；而民進黨執政八年中，民進黨的“新中間路線”策略，是為了力求平衡理想與現實的要求，定調在“國家地位已定論”的基礎上推動“國家主權正常化”[63]。
- 2014年6月19日，沈富雄說，綠營投票行為和面對台獨黨綱的態度就像阿富汗的神學士，無論是要廢掉、凍結或不動台獨黨綱，其延伸意義都會被放大檢視，“不然，廢了也就廢了，騷動過後就沒事；但是，對民進黨來說，就是不能動”；〈台灣前途決議文〉內容並沒有說以此取代台獨黨綱，只是以「後法優於前法」原則修正台獨黨綱，並沒有背離前法的精神，修正後以後法為重；但台獨黨綱提到台灣是主權獨立國家、台海兩岸互不隸屬，這並沒有更改[64]。
- 2023年3月21日，陳茂雄說，從革命政黨轉型為民主政黨的民進黨進入中華民國體制爭取政權，不只不可能驅逐中華民國，連正名制憲都不可能，因為此舉將妨礙其執政；因而發表《台灣前途決議文》，將台澎金馬劃歸中華民國，且默認中華人民共和國是一個國家、中華民國與中華人民共和國都是中國，因而形成兩個中國。陳茂雄說，台獨是主張台灣是一個道地的本土化國家，「至於有幾個中國，與台灣無關」；今日的民進黨已走兩個中國的路線，台獨對它來說的確是假議題[65]。

## 参見
- 臺灣主體性

## 外部連結
- 《臺灣前途決議文》全文 民主進步黨黨綱（page 29-31）